# Пакор I (царь Персиды)
Пакор I (Пакур) — царь Персиды в первой половине I века.
Пакор I был царём Персиды. Это имя, по замечанию иранского исследователя Х. Резахани, было распространённым у Аршакидов, а также у зависимых от них правителей вассальных государств. Возможно, Парфия контролировала Персиду или же речь идёт о культурном влиянии. Тем не менее, власть оставалась в руках потомков Дария II. Американский учёный Р. Фрай подчеркивал, что ни одна из монет правителей Персиды не имеет греческой легенды — свидетельство стойкости ахеменидских традиций в регионе.
Как отметил Х. Резахани, на монетах Пакора I указано, что он был сыном Вахшира. Однако авторы Ираники не называют имени отца Пакора I, а Вакшира указывают только в качестве его предшественника.
Преемником Пакора I стал Пакор II.